# Карпович, Наталья Александровна
Наталья Александровна Карпович (бел. Наталля Аляксандраўна Карповіч; род. 20 марта 1967, Докудово 1, Гродненская область) — заместитель Председателя Конституционного Суда Республики Беларусь, представитель Республики Беларусь в Европейской комиссии за демократию через право (Венецианская комиссия), специалист в области государственного управления и экологического права, доктор юридических наук, профессор.

## Биография
Наталья Александровна родилась 20 марта 1967 года в деревне Докудово Лидского района Гродненской области.
В 1984 году поступила на юридический факультет Белорусского государственного университета. После окончания с ноября 1989 года по октябрь 1992 года обучалась в очной аспирантуре Института философии и права Национальной академии наук Беларуси. В 2000 году Карпович защитила диссертацию на соискание ученой степени кандидата юридических наук на тему «Реализация экологической функции государства в законодательной деятельности Парламента Республики Беларусь»
В 2002—2004 годах обучалась на курсах по повышению квалификации на специальном факультете по переподготовке руководящих работников и специалистов отраслей экономики и социальной сферы Республики Беларусь учреждения образования в Минском государственном лингвистическом университете. С 2005 году Наталья Александровна начала работать доцентом кафедры экологического и аграрного права Белорусского государственного университета. С 2008 по 2010 год проходила переподготовку в Институте государственной службы Академии управления при Президенте Республики Беларусь. С 2012 году выступает в качестве профессора кафедры экологического и аграрного права Белорусского государственного университета. В этом же году Наталья Александровна защитила диссертацию на соискание ученой степени доктора юридических наук на тему: «Теоретические проблемы реализации экологической функции государства»
Параллельно с научно-исследовательской деятельностью, Наталья Александровна с октября 1992 года связала свою трудовую деятельность с правовым обеспечением работы представительного и законодательного органа Республики Беларусь. Так же она занимала государственные должности от старшего референта отдела по вопросам законодательства и правопорядка, заведующего сектором экспертно-правового управления Секретариата Верховного Совета Республики Беларусь (1992—1997) до заведующего отделом экспертно-правового управления, начальника управления — заместителя начальника Главного экспертно-правового управления Секретариата Палаты представителей Национального собрания Республики Беларусь (1997—2001), начальника экспертно-правового управления, Главного экспертно-правового управления Секретариата Совета Республики Национального собрания Республики Беларусь (2001—2014).
С марта 2014 года Наталья Александровна — судья Конституционного Суда Республики Беларусь. С марта 2017 года — заместитель Председателя Конституционного Суда Республики Беларусь, помимо этого с 2017 года является представителем Республики Беларусь в Европейской комиссии за демократию через право (Венецианская комиссия).
Внесена в санкционные списки балтийских стран.

## Награды
- Медаль «За трудовые заслуги» (2004)
- Почетная грамота Национального собрания Республики Беларусь (2004)
- Медаль «65 лет освобождения Республики Беларусь от немецко-фашистских захватчиков» (2010)
- Медаль «20 лет Межпарламентской Ассамблее Содружества Независимых Государств МПА СНГ»